# Hrabovčík
Hrabovčík este o comună slovacă, aflată în districtul Svidník din regiunea Prešov. Localitatea se află la altitudinea de 264 m deasupra n.m., se întinde pe o suprafață de 7,1 km2 și în 2017 număra 344 de locuitori.

## Istoric
Localitatea Hrabovčík este atestată documentar din 1548.

## Demografie
| An:                | 1994 | 2004    | 2014   | 2024   |
| ------------------ | ---- | ------- | ------ | ------ |
| Număr de persoane: | 289  | 328     | 339    | 322    |
| Diferență:         |      | +13,49% | +3,35% | −5,01% |

| An:                | 2023 | 2024   |
| ------------------ | ---- | ------ |
| Număr de persoane: | 327  | 322    |
| Diferență:         |      | −1,52% |